# Aliança Democràtica (Portugal, 2024)
L'Aliança Democràtica (en portuguès: Aliança Democrática, AD) és una aliança política de centredreta a Portugal. Formada pel Partit Socialdemòcrata (PSD), el CDS – Partit Popular (CDS–PP) i el Partit Popular Monàrquic (PPM), l'aliança és un rellançament de l'aliança homònima que es va presentar a les eleccions entre 1979 i 1983.

## Història
Després de la dissolució de la primera Aliança, el PSD i el CDS–PP van presentar-se plegats en coalició (PSD/CDS) en eleccions puntuals, com Força Portugal a les eleccions europees de 2004 i Aliança Portugal al 2014, a les eleccions legislatives de 2015 com Portugal al Davant, i en eleccions regionals com Coalició Açores o Som Madeira. De cara a les eleccions legislatives de 2024, finalment els presidents del PSD i el CDS–PP van anunciar la creació d'una nova Aliança Democràtica que incloïa candidats independents, i posteriorment al PPM. L'acord definitiu per a la coalició es va signar el 7 de gener de 2024 entre Luís Montenegro, Nuno Melo i Gonçalo da Câmara Pereira, amb Miguel Guimarães en representació dels independents.
Van aconseguir una primera victòria per a les eleccions regionals de les Açores del 4 de febrer de 2024, tot i que no van aconseguir la majoria absoluta depenent d'IL i Chega. Arran de la dimissió d'António Costa es van convocar les eleccions legislatives portugueses de 2024 per al 10 de març de 2024, que van fer donar un govern en minoria d'Aliança Democràtica encapçalat per Luís Montenegro.
Després de dues mocions de censura fallides contra el seu govern, Montenegro va perdre una moció de censura l'11 de març de 2025, el govern va caure i es van convocar eleccions anticipades per al 18 de maig de 2025, que va tornar a guanyar, però sense obtenir la majoria absoluta, tot i això la coalició va formar govern en minoria.

### Partits constituents
| Partits | Partits                  | Líder                  | Ideología                                                 | Posició     |
| ------- | ------------------------ | ---------------------- | --------------------------------------------------------- | ----------- |
|         | Partit Socialdemòcrata   | Luís Montenegro        | Conservadorisme liberal Liberalisme econòmic              | Centredreta |
|         | CDS – Partit Popular     | Nuno Melo              | Democràcia cristiana Conservadorisme Liberalisme econòmic | Dreta       |
|         | Partit Popular Monàrquic | Gonçalo Câmara Pereira | Monarquisme Tradicionalisme Democràcia cristiana          | Dreta       |

## Resultats electorals
| 2024 | Luís Montenegro | 1.814.021 | 28,02 | 1r | 77 / 230 | Govern |
| 2025 | Luís Montenegro | 1.951.977 | 32,72 | 1r | 89 / 230 | Govern |

### Parlament Europeu
| Any  | Líder             | Vots      | %     | Escons | +/- |
| ---- | ----------------- | --------- | ----- | ------ | --- |
| 2024 | Sebastião Bugalho | 1,228,307 | 31.11 | 7 / 21 | Nou |

### Eleccions regionals
| Regió  | Any  | Líder                | Vots   | %         | Escons  | Govern   |
| ------ | ---- | -------------------- | ------ | --------- | ------- | -------- |
| Açores | 2024 | José Manuel Bolieiro | 48,668 | 42.1 (#1) | 26 / 57 | Coalició |